# El príncipe y la corista
El príncipe y la corista (The Prince and the Showgirl) es una película de 1957, dirigida por Laurence Olivier. Protagonizada por Marilyn Monroe y Laurence Olivier en los papeles principales. Está basada en la obra teatral The Sleeping Prince de Terence Rattigan.
Galardonada con el premio David di Donatello Targa d'Oro 1958: a la mejor actuación (Marilyn Monroe); y con el premio National Board of Review 1957: a la mejor actriz secundaria (Sybil Thorndike).

## Argumento
Londres, junio de 1911. Jorge V será coronado el 22 de dicho mes, y muchos dignatarios invitados a la ceremonia comienzan a llegar. Entre ellos está el rey Nicolás de Carpacia (Jeremy Spenser ) y su padre, el príncipe regente Carlos (Laurence Olivier ).
El gobierno británico conoce la importancia del pequeño reino en el juego político europeo y quiere ganarse el favor de su soberano. Para ello, los ubican en un lujoso hotel y les asignan al funcionario de la corona, Northbrook (Richard Wattis ), para su atención y servicio.
Cumpliendo con sus instrucciones, Northbrook lleva al príncipe Carlos a una función de la revista musical The Coconut Girl. En el entreacto, el príncipe es llevado tras el escenario para saludar a los artistas. Allí, él se muestra especialmente interesado por Elsie Marina (Marilyn Monroe ), una corista estadounidense, y la invita a una cena en su hotel.
Más tarde, ella llega al hotel, esperando encontrar una fiesta, pero pronto se da cuenta de las verdaderas intenciones del príncipe y decide retirarse, pero Northbrook la convence de quedarse a cenar y le promete que encontrará una excusa para que ella se retire después. Una vez sentados, la cena es interrumpida varias veces por obra de Northbrook, que intenta impedir el desarrollo romántico del encuentro.
Después de beber varias copas de champán, el príncipe intenta la seducción de Elsie, pero ella lo rechaza y le dice que se siente decepcionada por la falta de romanticismo de él. El príncipe decide entonces cambiar de táctica, logrando finalmente obtener un beso de Elsie, pero nada más. El príncipe se da cuenta de que Elsie está intoxicada por el alcohol y ordena que le preparen una habitación a ella, donde pasar la noche.
Al día siguiente Elsie despierta al escuchar una conversación en la habitación contigua, y se entera de las malas relaciones existentes entre padre e hijo, y de un posible complot del joven rey Nicolás, para destronar a su padre el príncipe Carlos, apoyado por el Imperio alemán.
Llega el día de la coronación y Elsie es invitada al baile de gala por la reina madre consorte (Sybil Thorndike) como acompañante del rey Nicolás. Durante el desarrollo del baile ella le confiesa al joven rey su conocimiento de los planes para destronar a su padre y lo convence de abandonarlos a cambio de unas elecciones libres por parte de su padre, a lo que el rey finalmente accede.
A la mañana siguiente Elsie se reúne con padre e hijo y logra reconciliarlos. El príncipe Carlos se da cuenta de que se ha enamorado de Elsie, y la invita al reino de Carpacia, pero ella le explica que tiene que quedarse en Londres para cumplir con su contrato. El príncipe Nicolás insiste en su oferta y le dice a Elsie que espera que ella llegará a Carpacia cuando su contrato expire y él esté liberado de sus obligaciones políticas. Habrá que esperar que transcurran 18 meses más.